# Deportivo La Guaira Fútbol Club (femenino)
El Deportivo La Guaira Fútbol Club del Fútbol femenino es un equipo de fútbol profesional venezolano a nivel femenino filial del equipo masculino Deportivo La Guaira Fútbol Club, se encuentra ubicado en La Guaira, estado La Guaira y actualmente participa en la Superliga Femenina Fútbol (Venezuela) liga profesional equivalente a la máxima division del fútbol femenino en Venezuela.

## Historia
El club como tal fue fundado el 21 de julio de 2008 como Real Esppor Club, nombre compuesto por un acrónimo de las palabras España y Portugal, el cual se debe a que sus fundadores son empresarios con ascendencia de dichos países. Por el momento juega de local en el Estadio Brígido Iriarte en la Primera división.
El 26 de junio de 2013 se cambia el nombre del club y pasa ser Deportivo la Guaira.
En 2016 el club materializa la visión del fútbol femenino venezolano con la oficialización del equipo de fútbol femenino para las categorías de Primera División, Sub-18 y Sub-15.
El debut del equipo femenino en la primera división se realizó el domingo 14 de febrero, ante Casa Portuguesa. El partido se disputó en el Club Casa Portuguesa en la ciudad de Maracay, estado Aragua.

### Uniforme
El uniforme del equipo desde sus inicios ha mantenido una similitud en cuanto a los colores usados, resalta principalmente el blanco por el cual reciben su apodo. Actualmente el equipo posee dos uniformes oficiales siendo estos el titular y de visitante.
- Uniforme titular: camiseta naranja con líneas y bordes blancos a los costados y mangas, pantalón blanco, medias negras.
- Uniforme alternativo: camiseta negra con borde dorado en mangas y línea dorada en el costado, pantalón negro con dorado en el costado, medias negras.

#### Evolución del uniforme

##### Local
| 2008 Titular      | 2009-2010 Titular     | 2011 Titular | 2012-2013 Titular | 2013-2014 Titular |
| 2014-2015 Titular | 2015-presente Titular |              |                   |                   |

##### Visita
| 2009-2010 Alternativo     | 2011 Alternativo | 2012-2013 Alternativo | 2013-2014 Alternativo | 2014-2015 Alternativo |
| 2015-presente Alternativo |                  |                       |                       |                       |

#### Indumentaria y patrocinador
| Periodo       | Proveedor |
| ------------- | --------- |
| 2008          | Lotto     |
| 2009          | Joma      |
| 2010          | Kelme     |
| 2011-2014     | Joma      |
| 2014-presente | Adidas    |

| Periodo         | Patrocinador                                            |
| --------------- | ------------------------------------------------------- |
| 2008-2010       | Sin patrocinador                                        |
| 2011-2013       | DirecTV Herbalife Traki Maltin Polar Pepsi              |
| 2013-2014       | Joma Pepsi DirecTV Seguros Caroni Maltin Polar Movilnet |
| 2014-Actualidad | Adidas Pepsi Traki                                      |

## Estadio
El Polideportivo El Paso "Arnaldo Arocha" ubicado en Los Teques, es donde realiza los partidos como local. Tiene una capacidad actual de 3.000 espectadores Aproximadamente.
El Equipo Femenino del Deportivo La Guaira hace vida en Los Teques después de la fusión con el club que hacia vida en la Capital Mirandina OD Cachimbos.

## Actual Directiva 2016
| Cargo             | Nombre         |
| ----------------- | -------------- |
| Presidente        | George Antar   |
| Director Técnico  | Edward Agustín |
| Asistente Técnico | ?              |
| Preparador Físico | ?              |
| Utilero           | ?              |
| Fisio Terapeuta   | ?              |

## Palmarés
- Liga Nacional de Fútbol Femenino de Venezuela (0):

- Copa Venezuela de Fútbol Femenino (0):